# 広島市立牛田中学校
広島市立牛田中学校（ひろしましりつ うしたちゅうがっこう）は、広島県広島市東区にある公立の中学校である。

## 歴史
- 1961年4月1日 - 広島市立幟町中学校牛田分教場として発足。
- 1962年4月1日 - 幟町中より分離・独立し、広島市立牛田中学校として開校。開校時の生徒数は954名（21学級）。
- 1972年4月1日 - 広島市立戸坂中学校を分離。
- 1995年4月1日 - 広島市立早稲田中学校を分離。

## 校区
- 広島市立牛田小学校、広島市立牛田新町小学校の校区など。

## 部活動
体育部
- バスケットボール部（男子、女子）
- ソフトテニス部（男子、女子）
- 卓球部（男女共同）
- バレー（男女共同）
- バドミントン（男女共同）
- 剣道（男女共同）
- 野球（男子のみ）
- 陸上（男女共同）
- サッカー（男女共同）

文化部
- 吹奏楽部
- 美術部
- PC放送部

## 所在地
- 広島市東区牛田新町1丁目14番1号

## 年間行事

### 全学年共通行事
- クリーン作戦（大掃除）
- 体育祭（6月）
- 合唱祭（10月）
- 卒業式（3月12日）
- 入学式（4月）
- クラスマッチ
- 家庭訪問（1年生）
- 野外活動（1年生）
- 修学旅行（2年生）
- 職場体験 （3年生）

## 交通アクセス
- 牛田新町一丁目バス停から徒歩7分
- アストラムライン
  - 牛田駅から徒歩9分
  - 不動院前駅から徒歩20分

## 出身者

### 政治家
- 松井一實（広島市長）

### 教育者、学者
- 的場昭弘（経済学者、神奈川大学教授）
- 浜田博文（教育学者、筑波大学教授）

### スポーツ
- 達川光男（元プロ野球選手）
- 岩本貴裕（元プロ野球選手）
- 町田樹（フィギュアスケート）
- 河野有香（フィギュアスケート）

### 芸能
- 宇治原史規（タレント）
- 樫野有香（Perfume）
- 西村真二（芸人「コットン」、元広島ホームテレビアナウンサー）

## リンク
- 広島市立牛田中学校 公式サイト